# خرج ولم يعد (فلم)
خرج ولم يعد فيلم دراما مصري من إنتاج سنة 1984 الفيلم من إخراج محمد خان، وإنتاج ماجد موافي، وتأليف عاصم توفيق استنادًا لرواية براعم الربيع للكاتب ه.أ. بيتش، الفيلم من بطولة يحيى الفخراني، فريد شوقي، ليلى علوي، توفيق الدقن، وعايدة عبد العزيز.
يحتل الفيلم المركز السابع والخمسون في قائمة أفضل مئة فيلم في مئوية السينما المصرية.

## قصة الفيلم

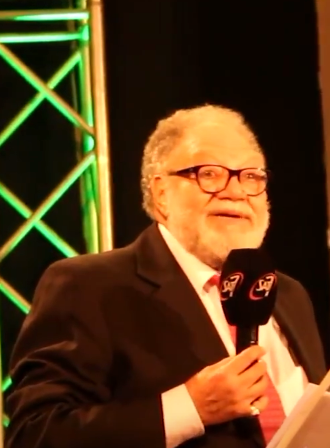
يحي الفخراني

يدور الفيلم عن رحلة الشاب عطية (يحيى الفخراني) في بحثه عن أسلوب جديد للحياة، بعد أن ظلمته المدينة. ورغم أنه موظف بسيط في أرشيف إحدى الوزارات، يحلم بأن يصبح مديرها العام حتى لو اقتضى ذلك عشرين عاما من الانتظار. فهو يسكن منزل آيل للسقوط في إحدى حواري القاهرة الفقيرة، وبسبب أزمة الإسكان، نراه يؤجل زواجه من خطيبته لمدة سبع سنوات. ولكنه إزاء تهديد والدة خطيبته بفسخ الخطوبة، يقرر الذهاب إلى الريف ليبيع قطعة أرض يملكها هناك كحل لأزمة الشقة. لكن لظروف طارئة، يمكث في الريف لفترة ليست بالقصيرة، يتعرف خلالها على كمال بيك (فريد شوقي) وابنته خيرية (ليلى علوي) الذين يوقظان في داخله حب الجمال والطبيعة، ويغريانه بالمكوث معهما في الريف، هنا يجد نفسه في صراع داخلي بين العودة إلى المدينة التي اعتاد على الحياة فيها رغم قسوتها، وبين الاستقرار في القرية التي جذبته ببساطتها وطبيعتها الساحرة والخلابة. في النهاية يحسم هذا الصراع لصالح الريف الذي وجد نفسه فيه بجانب خيرية التي أحبها.

## طاقم التمثيل
- يحيى الفخراني بدور عطية عبد الخالق
- فريد شوقي بدور كمال بك عزيز
- ليلى علوي بدور خيرية / خوخة
- عايدة عبد العزيز بدور سنية
- توفيق الدقن
- علي حسنين
- إبراهيم قدري بدور التمرجي
- نبوية السيد
- إحسان شريف بدور أم زينات
- عنايات صالح بدور صديقة زينات
- شريف عرفة
- إبراهيم الحمصاني
- كامل جمال إبراهيم
- مها عرام
- أحمد العضل

## مهرجانات وجوائز
- جائزة التانيت الفضي وجائزة أفضل ممثل يحيى الفخراني في مهرجان قرطاج الدولي 1984
- الجائزة الخامسة في مهرجان الإسكندرية الرابع 1984
- شارك في مهرجان ستراسبورغ بفرنسا 1985
- شارك في مهرجان السينما العربية في باريس 1985
- شارك في مهرجان فالنسيا لدول البحر المتوسط بأسبانيا

## روابط خارجية
- مقالات تستعمل روابط فنية بلا صلة مع ويكي بيانات